# Qualcomm
Qualcomm, «Куа́лкомм» — компания по разработке и производству микросхем для мобильных телефонов и другой электроники, включая семейство систем на кристалле Snapdragon. Штаб-квартира расположена в Сан-Диего (Калифорния, США).

## История
Компания была основана в 1985 году Ирвином Джейкобсом и Эндрю Витерби, первоначально занималась контрактными научно-исследовательскими разработками; название компании — сокращение от англ. Quality Communications, «качественные коммуникации». Первым продуктом стала представленная в 1988 году система спутниковой связи OmniTRACS, ориентированная на транспортные компании; она позволяла дальнобойщикам обмениваться сообщениями с диспетчерами, а также отслеживать местоположение через систему GPS. К концу 1991 года система OmniTRACS работала в США, Канаде, Европе, Бразилии и Японии, её использовали около 50 тысяч грузовиков.
В 1989 году компания предложила новый стандарт сотовой связи — CDMA; тестирование показало, что он превосходит по своим возможностям существовавшую на то время аналоговую связь и цифровой стандарт TDMA, разработанный компанией Ericsson. В декабре 1991 года Qualcomm разместила свои акции на бирже Nasdaq, что принесло 53 млн долларов на то, чтобы начать создавать сеть базовых станций стандарта CDMA. Кроме сотовой связи компания вела в это время разработки в областях телевидения высокой чёткости, сетевого оборудования, модемов, схем очень высокого уровня интеграции (VLSI), а также работала над секретными проектами в области коммуникаций для правительства США. Также в 1991 году началась реализация проекта спутниковой связи «Глобалстар» (совместно с Loral Corporation) и были куплены права на Eudora Mail (клиент электронной почты). В 1995 году с Sony было создано совместное предприятие Qualcomm Personal Electronics по разработке и производству сотовых телефонов. В конце 1995 года начали работу первые сети стандарта CDMA, были подписаны лицензионные соглашения с большинством операторов связи и производителей сотовых телефонов в США и ряде других стран, хотя в Европе и КНР продолжал доминировать стандарт GSM. В марте 1999 года между Qualcomm и Ericsson было достигнуто соглашение о создании нового стандарта, совместимого как с CDMA, так и с GSM. Вместе с тем в ноябре 1998 года Qualcomm начала разработку стандарта 3G, его использование началось в январе 2002 года.
В 2000 году компания приобрела SnapTrack, разработчика систем A-GPS для мобильных телефонов под маркой gpsOne. Также в 2000 году производство сотовых телефонов было продано японской компании Kyocera. Компания сосредоточилась на разработке и лицензировании технологий беспроводной связи, а также производстве ASIC, реализующих эти технологии. В 2001 году началась разработка платформы приложений для мобильных телефонов Binary Runtime Environment for Wireless (BREW).
В 2005 году генеральным директором стал Пол Джейкобс (Paul E. Jacobs), сын Ирвина Джейкобса. В этом же году начал работу сервис передачи видеопрограмм на мобильные телефоны MediaFLO, однако в 2010 году он был закрыт, так и не завоевав популярность. В 2006 году Qualcomm приобрела компанию Flarion Technologies, специализировавшуюся в области OFDM-связи. Также в 2006 году Qualcomm начала разработку систем на кристалле для мобильных телефонов, для чего была куплена лицензия на архитектуру ARM. Представленная в 2007 году система Snapdragon стала первым процессором мобильного телефона с частотой 1 ГГц.
В 2011 году Qualcomm за 3,1 млрд $ приобрела компанию Atheros Communications.
В марте 2014 года пост генерального директора (CEO) компании занял Стив Молленкопф.
В 2016 году Антимонопольный комитет Южной Кореи оштрафовал Qualcomm на 853 млн долларов США за нарушение антимонопольного законодательства и злоупотребление собственным положением для ведения нечестной торговли. Также Qualcomm обвиняется в принуждении своих клиентов к подписанию патентных лицензионных договоров при продаже чипов, хотя патенты на эти чипы Qualcomm прямо не принадлежат. В 2009 году антимонопольный комитет Южной Кореи оштрафовал компанию Qualcomm из-за использования дискриминационных сборов (207 млн $ по курсу 2009 года). В 2015 году Qualcomm оштрафовали в Китае на 975 млн $.
В декабре 2016 года Qualcomm продемонстрировала первый в мире процессор Centriq 2400, использующий 10-нанометровую технологию FinFET и рассчитанный на использование в центрах обработки данных и облачных платформах.
10 ноября 2017 года Qualcomm Datacenter Technologies (QDT) заявила о коммерческом старте поставок серверных процессоров Centriq 2400, базирующихся на 64-битных вычислительных ядрах Falkor с поддержкой команд ARMv8. Стоимость чипа составляла $1995.
13 мая 2018 года старший вице-президент компании Ананд Чандрасехер ушёл в отставку. Комментировать причины ухода Чандрасехера компания отказалась.
14 июня 2018 года глава QDT Криштиану Амон заявил о реструктуризации подразделения — под сокращение рабочих мест попали 280 специалистов. Однако Qualcomm не отказался от дальнейшей разработки серверных процессоров.
14 января 2021 года Qualcomm за 1,4 млрд $ купила стартап Nuvia, который занимается разработкой ARM-процессоров для центров обработки данных. Компания Nuvia основана бывшими менеджерами компании Apple, которые руководили разработками мобильных процессоров серии Apple Ax.
20 сентября 2024 года появились слухи о намерении Qualcomm купить корпорацию Intel или одно из её подразделений.

## Собственники и руководство
Акции компании котируются на бирже Nasdaq. Институциональным инвесторам по состоянию на начало 2024 года принадлежало 72 % акций, крупнейшими держателями были The Vanguard Group (9,92 %), BlackRock (7,69 %), State Street Global Advisors (4,16 %), T. Rowe Price (2,10 %), Geode Capital Management (1,98 %), Morgan Stanley (1,86 %).
- Марк Маклафлин (Mark D. Mclaughlin) — председатель совета директоров с 2019 года. Ранее возглавлял компанию Palo Alto Networks и был председателем консультационной комиссии по вопросам национальной безопасности в сфере телекоммуникаций (National Security Telecommunications Advisory Committee, NSTAC). Окончил Уэст-Пойнт и юридический колледж Сиэтлского университета[19][20].
- Криштиану Амон (Cristiano R. Amon, род. в 1970 году) — президент с 2018 года, генеральный директор (CEO) с 2021 года, в компании с 1995 года.

## Деятельность
Основным направлением деятельности Qualcomm является разработка и продажа микросхем для смартфонов и другой электроники. Системы на кристалле семейства Snapdragon занимают 65 % мирового рынка чипов для Android-устройств, основным конкурентом на этом рынке является тайваньская компания MediaTek; Apple использует в смартфонах iPhone центральные процессоры собственной разработки, но 5G-модем и некоторые другие элементы являются продуктами Qualcomm. Qualcomm является бесфабричной компанией, на собственных производственных мощностях изготавливаются только отдельные типы радиочастотных модулей. Основными подрядчиками при производстве микросхем являются компании GlobalFoundries, Samsung Electronics, Semiconductor Manufacturing International Corporation и Taiwan Semiconductor Manufacturing Company, производство осуществляется в Азиатско-Тихоокеанском регионе.
Клиентами компании являются производители электроники, наибольшая доля выручки приходится на КНР (62 % в 2022/23 финансовом году), далее следуют Вьетнам (13 %), Южная Корея (9 %) и США (4 %). Крупнейшие клиенты — Apple и Samsung.
Штаб-квартира и основной научно-исследовательский центр находятся в Сан-Диего (Калифорния), собственные производственные мощности расположены в Германии, Сингапуре и КНР.
Подразделения по состоянию на 2023 год:
- Qualcomm CDMA Technologies — разработка и продажа интегральных схем для мобильных телефонов, потребительской, автомобильной и промышленной электроники; 85 % выручки;
- Qualcomm Technology Licensing — лицензирование интеллектуальной собственности компании, включая патенты в области радиосвязи (сотовая связь, Wi-Fi, Bluetooth и другие стандарты), беспроводной зарядки, геолокации, а также аудио- и видеокодеки, интерфейсы памяти и проводной связи, протоколы эфирного и потокового вещания; 15 % выручки;
- Qualcomm Strategic Initiatives — инвестиции через дочернюю компанию Qualcomm Ventures;
- Другая деятельность — разработки по заказу Правительства США.

В 2023 году Qualcomm заняла 180-е место в списке крупнейших публичных компаний мира Forbes Global 2000.

### Процессоры Qualcomm
В 2005 году, приобретя у компании ARM лицензию на её процессорное ядро Cortex A8, компания Qualcomm разработала на его основе собственный микропроцессор для мобильных телефонов на ядре Scorpion. Чип полностью поддерживал набор инструкций ARMv7, используемый в Cortex A8, но был доработанным по сравнению с базовым ядром ARM. Scorpion работал на более высокой частоте, 1 ГГц, и потреблял при этом вдвое меньше электроэнергии. Процессор выпускался по технологии 65 нм.
Системы на кристалле разработки Qualcomm начиная с MSM7200 имеют встроенный графический чип Imageon фирмы AMD, который стал Adreno. Также имеют 2D/3D ускоритель, базирующийся на OpenGL ES и DirectX Mobile библиотеках, и обеспечивают аппаратную обработку до 4 млн полигонов в секунду и до 133 млн пикселей в секунду, поддержку камер до 10 мегапикселей, аппаратное кодирование и декодирование MPEG4 и H.264 кодеков. Графическое ядро поддерживает AA-сглаживание текстур, NURBS, полигональный рендеринг, вертексные и пиксельные шейдеры, динамическое освещение, отсечение, наложение текстур, и работает на частоте в 900 МГц.
20 января 2021 года компания анонсировала процессор Snapdragon 870 5G, рассчитанный для использования во флагманских смартфонах с доступной ценой. Новый чип является упрощенной версией процессора Snapdragon 888.

### Программное обеспечение Qualcomm
QPST (Qualcomm Product Support Tool), QXDM (Qualcomm eXtensible Diagnostic Monitor) — официальное бесплатное ПО для программирования (QPST) и диагностики (QXDM) оборудования на базе процессоров Qualcomm.

## Интерферометрический модулятор
IMOD — технология формирования цветного изображения от компании Qualcomm, в основе которой лежит метод интерференции световых волн.